# Preußische Marine

Preußische Seekriegsflagge seit 1850

Die Preußische Marine (offiziell Königlich Preußische Marine) war die Seestreitkraft der preußischen Monarchie. Durch einfache Umbenennung wurde im Jahre 1701 aus der Kurbrandenburgischen Marine infolge der Erhebung des Kurfürsten Friedrichs III. von Brandenburg zum König in Preußen die „Königlich-preußische“. Die preußische Marine bestand mit längerer Unterbrechung bis zur Gründung des Norddeutschen Bundes 1867, anlässlich derer die preußische Marine in der Marine des Norddeutschen Bundes aufging.

## Der Vorgänger: die Kurbrandenburgische Marine
Die Kurfürsten von Brandenburg waren als Herzöge von Preußen dem polnischen König, ihrem Lehnsherrn, verpflichtet Schiffe bereitzustellen. Dies wurde aber nur zögerlich für sehr kurze Zeit mit einer kleinen Anzahl angemieteter Schiffe erfüllt. Erst als Souverän intensivierte der Kurfürst Friedrich Wilhelm ab Mitte der 1670er Jahre die militärische Seite seiner maritimen Bestrebungen. Die nur angemieteten Fahrzeuge für Kaperunternehmungen wurden erst am 1. Oktober 1684 offiziell Eigentum des Kurfürsten. Der Große Kurfürst bezeichnete Schifffahrt und Kommerzien als die vornehmsten Aufgaben eines Staates und betrieb energisch den Erwerb von Kolonien in Übersee. Dies wurde auf Kosten der kleinen Marine umgesetzt. Erst wurden die Gelder, dann die Schiffe den Compagnien unterstellt.

## Von der Gründung des Königreichs Preußen 1701 bis zum Ende der Napoleonischen Kriege 1815
Die Nachfahren Friedrich Wilhelms hatten jedoch nur wenig Interesse an den überseeischen Erwerbungen und einer eigenen Seemacht. Sein Sohn, der als Friedrich I. König in Preußen wurde, löste die Marine 1711 auf, und sein Enkel Friedrich Wilhelm I. war froh, den Kolonialbesitz 1717 günstig an die Niederlande verkaufen zu können. Damit bestand für die nächsten hundert Jahre faktisch keine preußische Marine mehr.
Weil Brandenburg-Preußen nach dem Nordischen Krieg in den Besitz Stettins und der Odermündung gelangt war und damit in seinem Kerngebiet einen viel bedeutenderen Ostseezugang als bis dahin nur Kolberg besaß, prüften preußische Beamte die Frage eines militärischen Schutzes für den Seehandel 1733 erneut und kamen zu dem Schluss, dass es für den Staat ausreichend war, sich weiter hauptsächlich auf den Schutz durch ausländische Kriegsschiffe zu verlassen.
Stattdessen konzentrierte der Soldatenkönig Friedrich Wilhelm I. die militärischen Anstrengungen Preußens auf den Aufbau des viertgrößten Heeres in Europa, die Preußische Armee, was in Anbetracht der kontinentalen Lage ohne natürliche Grenzen sinnvoller erschien und dem Staat den Status einer europäischen Macht einbrachte. Daneben pflegte er freundschaftliche Beziehungen zu den benachbarten Seemächten Dänemark und den Niederlanden.
Auch Friedrich II. war der Ansicht, Preußen dürfe sich niemals zum Aufbau einer Kriegsmarine verleiten lassen. Preußen könnte mit den großen Flotten Englands, Frankreichs, Spaniens, Dänemarks und Russlands ohnehin niemals gleichziehen und wäre mit einigen wenigen Schiffen immer hinter den anderen Nationen zurückgeblieben. Er glaubte ferner, dass Seeschlachten nur selten eine Kriegsentscheidung herbeiführten, und zog es nach eigenem Bekunden vor, statt der schlechtesten Flotte unter den Seemächten das beste Landheer Europas zu unterhalten.
Gleichwohl wollte er am internationalen Seehandel teilhaben und gründete mehrere Seehandelsgesellschaften, die ihre Geschäfte in Übersee mit wechselndem Erfolg führten. So wurde die 1751 gegründete Königlich-Preußische Asiatische Compagnie in Emden nach Canton und China nach Rückschlägen im Siebenjährigen Krieg bereits 1765 wieder aufgelöst. Eine andere Gesellschaft, die 1772 gegründete Seehandlungsgesellschaft, besteht heute noch in der Rechtsform einer Stiftung unter dem Namen Stiftung Preußische Seehandlung.
Lediglich während des Siebenjährigen Krieges operierten kleine, improvisierte preußische Seestreitkräfte im Raum Stettin, und einige wenige Kaperschiffe mit preußischem Kaperbrief waren auf den Weltmeeren unterwegs. 1758 wurde zur Stadtverteidigung von Stettin und zum Schutz des Stettiner Haffs an der Odermündung eine provisorische Stettiner Flottille geschaffen, die aus einem Dutzend Schiffen bestand. Am 10. September 1759 wurde die Stettiner Flottille von einem kleinen schwedischen Marineverband angegriffen und besiegt. Bereits 1760 wurde eine neue Flottille als Ersatz für die im Vorjahr verlorenen Schiffe in Dienst gestellt, die bis zum Kriegsende ihre Aufgaben wahrnahm.
1759 begann ein preußisches Kaperschiff, die Prinz Ferdinand, seinen Einsatz im Mittelmeer und kaperte innerhalb eines Jahres 14 Handelsschiffe, während ein anderes Kaperschiff, die Lissa, die Nordsee und den Ärmelkanal befuhr und drei fremde Schiffe erbeuten konnte.
Ein Flottenbauplan von 1796, Teil einer Denkschrift von Generalmajor Ernst von Rüchel über die preußische Küstenverteidigung, kam nicht zur Ausführung.
Während des Krieges gegen Frankreich wurden 1806 ähnlich wie früher in Stettin kleine Kräfte bei Danzig und in Ostpreußen aufgestellt, die als „Königliche Flottille“ bezeichnet und bereits nach dem Frieden von Tilsit 1807 wieder aufgelöst wurden. Auch in der Endphase der Napoleonischen Kriege kamen in den Jahren zwischen 1811 und 1813 einzelne Kriegsschiffe unter preußischer Flagge zum Einsatz, darunter 1812/1813 das Festungswachtschiff Colberg.

## Die preußische Marine im 19. Jahrhundert

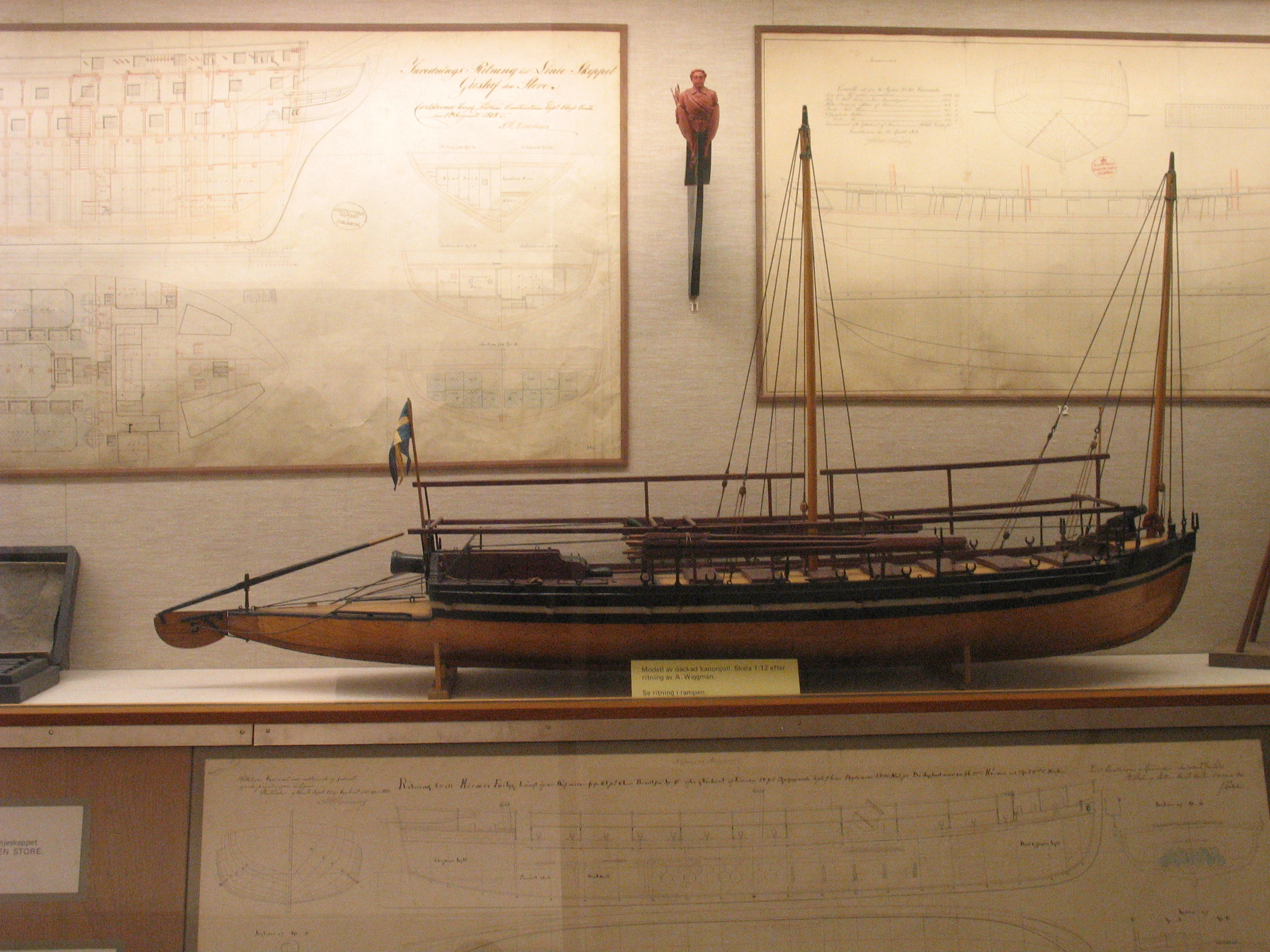
Schwedisches Ruderkanonenboot

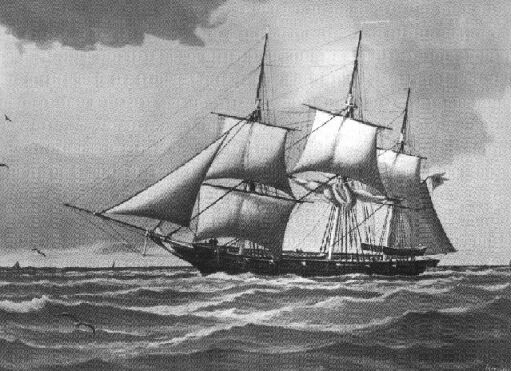
Die Amazone war eine hölzerne Segelkorvette der preußischen Marine, die vor allem als Schulschiff diente

Nach dem Wiener Kongress und der Gründung des Deutschen Bundes begann Preußen sehr langsam mit dem Aufbau einer kleinen Küstenflotte. Am 28. November 1816 bestimmte König Friedrich Wilhelm III. eine eigene Kriegsflagge, die auf einem weißen Doppelstander einen schwarzen Adler und im oberen Eck ein Eisernes Kreuz zeigte.

### Vom Wiener Kongress 1815 bis zur Revolution 1848/49
Im August 1815 stellte Schweden seinen Marineoffizier Diedrich Johann Longé Preußen, das zu dieser Zeit kein einziges Kriegsschiff besaß, zur Verfügung. Longé übergab am 23. Oktober 1815 sechs in Stralsund liegende und von Preußen erworbene schwedische Kanonenboote und wurde selbst am 28. Dezember 1815 als Offizier in die preußische Marine übernommen. Auf Longés Vorschlag wurde als erster preußischer Kriegsschiffneubau der schnelle bewaffnete Schoner Stralsund gebaut. Die ehemals schwedischen Kanonenboote wurden schon bis 1819 wegen mangelnder Brauchbarkeit wieder verkauft und die Stralsund wurde 1829 zum Abbruch versteigert. Die preußische Seeverteidigung blieb weiterhin auf einige Küstenbatterien beschränkt. Nachdem Pläne des preußischen Generalstabs von 1811 und 1814 für eine preußische Marine, beide von dem damaligen Oberst Gustav von Rauch (interimistischer Generalstabschef), und 1820 von Longé aus finanziellen und politischen Gründen von der jeweiligen preußischen Regierung abgelehnt worden waren und die dafür eingesetzten Seewehr-Kommissionen 1825 (unter Rauch, inzwischen Generalleutnant) und 1834 auch zu keinem Ergebnis kamen, wurde erst der von dem nunmehrigen Kriegsminister von Rauch vorangetriebene Flottenbauplan von 1837 von dem damaligen Kronprinzen Friedrich Wilhelm unterstützt. Als König bewilligte er 1841 den Bau einer hochseegängigen Schulkorvette, die unter dem Namen Amazone 1843 vom Stapel lief und der Seefahrtsschule in Danzig als erstes deutsches Segelschulschiff für die Ausbildung des seemännischen Nachwuchses diente. Damals wurde allerdings mehr Wert auf den Aufbau einer Handelsflotte gelegt als auf die Marine. Dabei kam der Preußischen Seehandlung eine besondere Rolle zu. Ihre Schiffe führten die preußische Kriegsflagge und waren wie die meisten Handelsschiffe der damaligen Zeit zum Schutz gegen Piraten bewaffnet. Diese Hilfsmarine bestand bis etwa 1850.
Einer der Ersten, die sich für den Aufbau einer wirklichen Marine einsetzten, war Prinz Adalbert von Preußen. Er hatte eine Reihe von Reisen unternommen und den Wert einer Flotte zur Unterstützung von Handelsinteressen und zum Schutz der eigenen Schifffahrt erkannt. Während der Revolutionszeit 1848 bis 1852 war er am Aufbau der Reichsflotte beteiligt, den die Nationalversammlung in der Frankfurter Paulskirche angesichts des Krieges gegen Dänemark beschlossen hatte. Der Deutsche Bund besaß keine eigene Marine, sondern verließ sich auf die verbündeten Mächte Großbritannien, Niederlande und Dänemark. Während des Schleswig-Holsteinischen Krieges zeigte sich das Scheitern dieser Strategie, weil Großbritannien und die Niederlande neutral blieben und Dänemark Kriegsgegner wurde. Innerhalb weniger Tage brachte die dänische Marine den deutschen Seehandel in Nord- und Ostsee zum Erliegen. Die Marine des Bundesmitglieds Österreich lag im Mittelmeer und konnte erst später in den Krieg eingreifen.

### Aufbau der Marine ab 1849

Preußisches Torpedoboot etwa Mitte des 19. Jahrhunderts

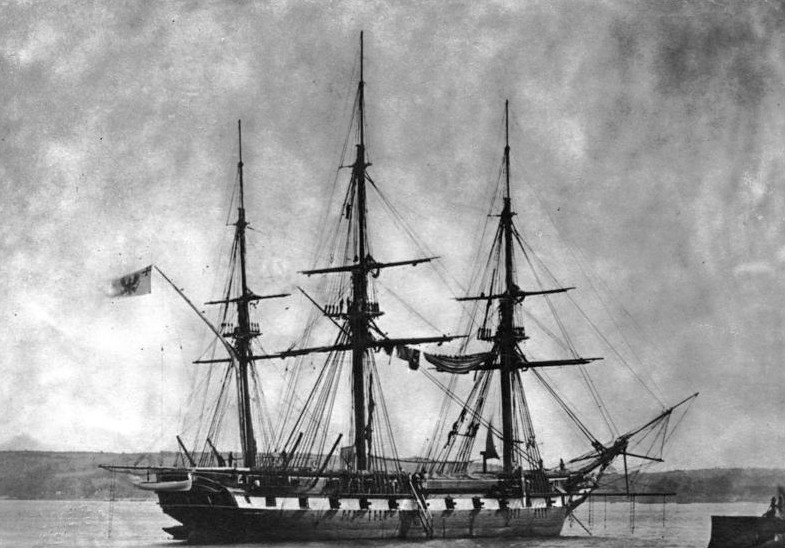
Fregatte Thetis unter der preußischen Seekriegsflagge, 1867

Bereits während der Revolution hatte sich Adalbert auch um den Ausbau der preußischen Marine gekümmert, zu deren erstem Seebefehlshaber 1848 der aus den Niederlanden stammende Kommodore Jan Schröder ernannt wurde. Dem Aufbau einer preußischen Flotte standen innere und äußere Einflüsse entgegen. In Preußen fürchtete das einflussreiche preußische Heer den Verlust von Finanzmitteln, da die Ausrüstung einer Flotte teuer war. Großbritannien hatte kein Interesse am Auftauchen einer neuen Seemacht in der Nordsee und in Übersee, ebenso wie Russland nicht daran interessiert war, dass in der Ostsee eine weitere Seemacht entstand. Es hatte außerdem großes Interesse, die Friedensordnung des Wiener Kongresses und die konservativen Monarchien in Europa zu erhalten. Während der Revolution von 1848 galt die gesamtdeutsche Marineidee als vergleichsweise revolutionär und demokratisch und rief allein deshalb Russlands Widerstand hervor.
Nach der Niederschlagung der Revolution konnte Adalbert dennoch seine Pläne umsetzen und mit dem Aufbau einer preußischen Marine beginnen. Preußen begann mit der Beschaffung geeigneter Schiffe, wobei die größeren zum Teil im Ausland gekauft und die kleineren auf eigenen Werften gebaut wurden.
Die erste Überseereise eines preußischen Kriegsschiffs wurde 1850/51 von dem Schulschiff Mercur durchgeführt, das von Ende Januar bis März 1851 die brasilianischen Häfen Bahia und Rio de Janeiro besuchte. Ein geplanter Besuch von Kapstadt musste aufgrund schlechter Windverhältnisse entfallen. Die Mercur hatte bereits 1848, noch während ihrer Dienstzeit in der Preußischen Seehandlung, Fahrten nach Batavia und Rio durchgeführt.
Das erste maschinengetriebene Kriegsschiff, das auf einer preußischen Werft gebaut wurde, war 1851 die Radkorvette Danzig. Es folgten die Korvetten der Arcona-Klasse. 1865 erwarb Preußen mit Augusta und Victoria zwei als sehr modern geltende Dampfkorvetten in Frankreich, die für die Marine der Konföderierten Staaten von Amerika gebaut worden waren, aber nicht abgeliefert werden durften.

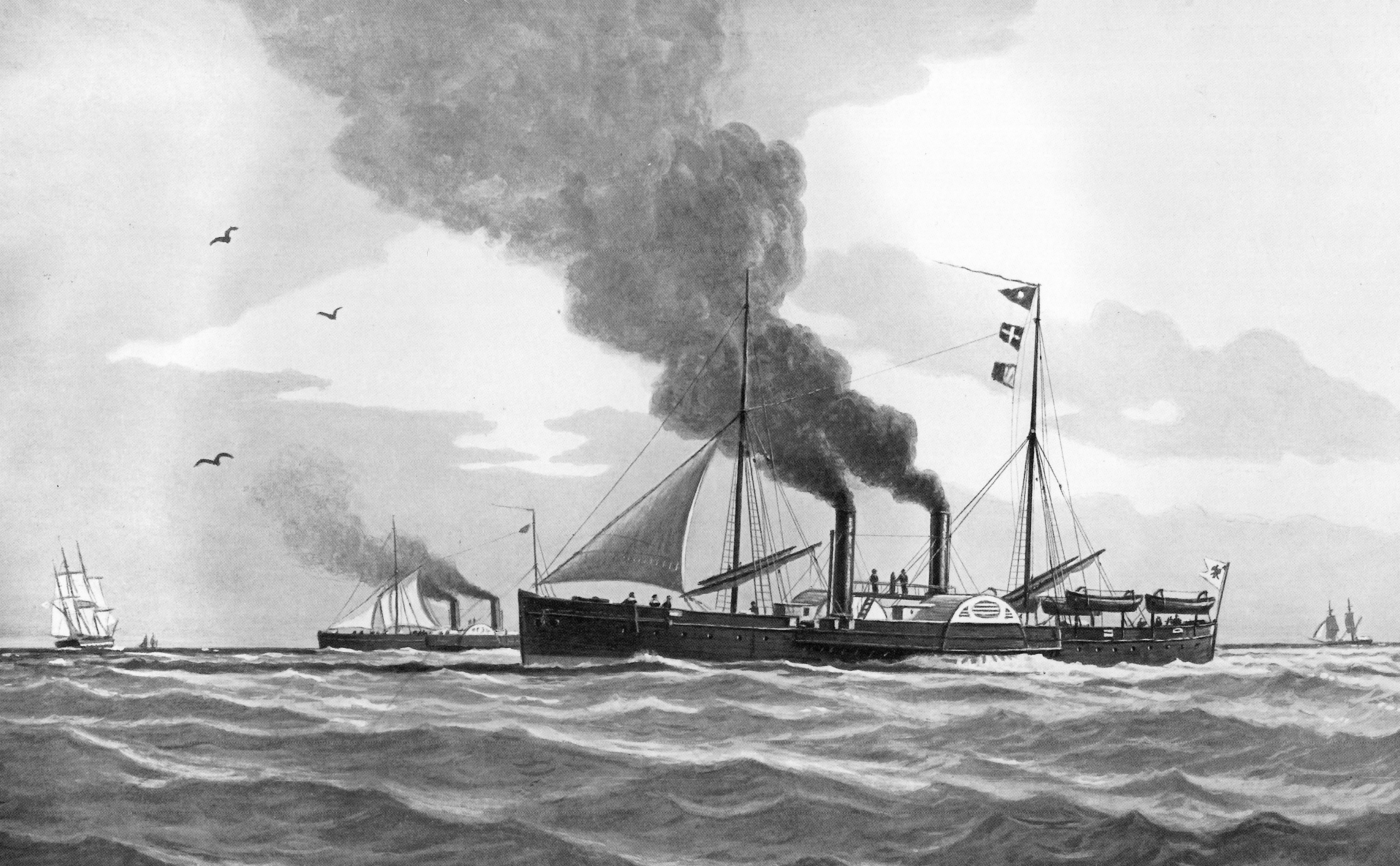
Die preußischen Radavisos Nix und Salamander um 1853. Gemälde von Lüder Arenhold 1905.

Zugleich wurde ein erster Stützpunkt an der Nordsee erworben. Im Jade-Vertrag von 1853 trat Oldenburg das so genannte Jadegebiet an Preußen ab. Hier erstand in den folgenden Jahren ein großer Kriegshafen, der 1869 den Namen Wilhelmshaven erhielt.
Mit dem Zulauf der Schiffe begann eine rege Ausbildungs- und Reisetätigkeit. 1852/53 leitete Kommodore Schröder die erste preußische Übersee-Expedition. Das Geschwader bestand aus der Fregatte Gefion, dem Schulschiff Amazone und dem Transportschiff Mercur. Die Reise führte über Westafrika (Liberia) nach Brasilien, Uruguay, Venezuela, Kolumbien, Jamaika und Kuba in die Vereinigten Staaten, wo Schröder von Norfolk aus den US-Präsidenten in Washington, D.C. besuchte.

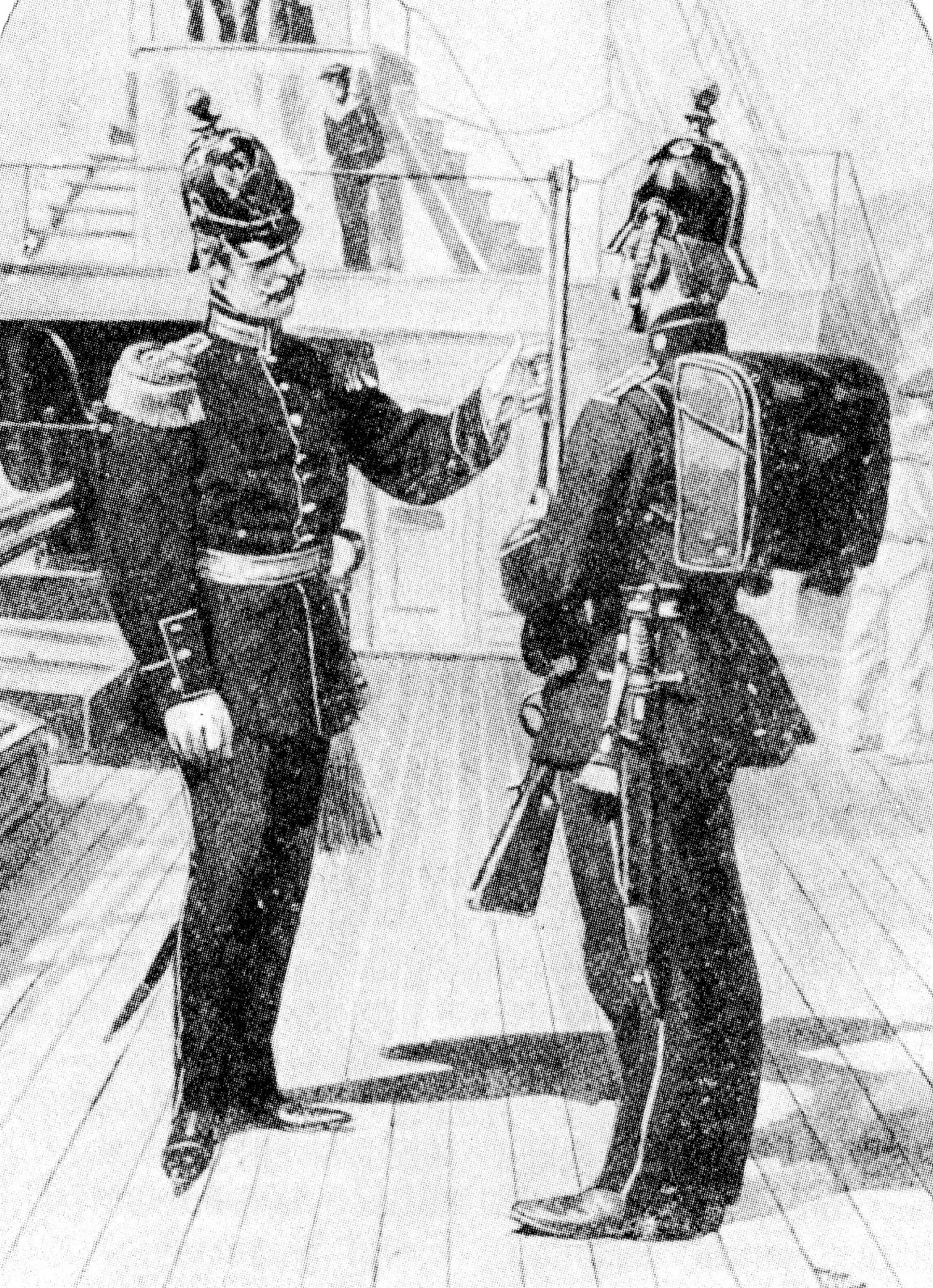
Preußische Marineinfanterie 1852. Premierleutnant im Dienstanzug und Seesoldat im Wachtanzug. Illustrierter Deutscher Flotten-Kalender für 1903

Ab Mitte der 1850er Jahre waren preußische Korvetten und Fregatten auf allen Weltmeeren zu finden. Die zweite größere Überseeoperation der Marine führte ab 1859 in ostasiatische Gewässer. Die von Friedrich Albrecht zu Eulenburg geführte so genannte Eulenburg-Expedition (Preußische Ostasienexpedition) mit den Schiffen Arcona, Thetis, Frauenlob und Elbe wurde von den Staaten des Zollvereins unterstützt. Sie war insofern erfolgreich, als es gelang, am 2. September 1861 China einen (ungleichen) Handelsvertrag aufzuzwingen, der dem der Großmächte Großbritannien und Frankreich entsprach.
Um die Küstenverteidigung zu verstärken, wurden ab 1860 acht große Kanonenboote der Camaeleon-Klasse und 15 kleinere Kanonenboote der Jäger-Klasse beschafft. Während letztere nur für den Küsteneinsatz geeignet waren, hatten die Boote der Camaeleon-Klasse einen größeren Aktionsradius. Sie wurden zeitweise als Stationsschiffe im Mittelmeer eingesetzt und Meteor befand sich während des Deutsch-Französischen Krieges in der Karibik.

### Kriegsbeteiligung 1864 und 1866
Als sich im Herbst 1863 die Möglichkeit eines Krieges mit Dänemark abzeichnete, wurden die für Auslandsreisen vorgesehenen Schiffe in der Heimat gehalten oder zurückgerufen und weitere Maßnahmen zur Mobilmachung der preußischen Marine eingeleitet. Dabei ging es vor allem darum, die in Reserve befindliche größere Zahl von Kanonenbooten zu bemannen. Zu diesem Zweck wurden Offiziere, Seeleute und Maschinenpersonal aus der Handelsschifffahrt angemustert.

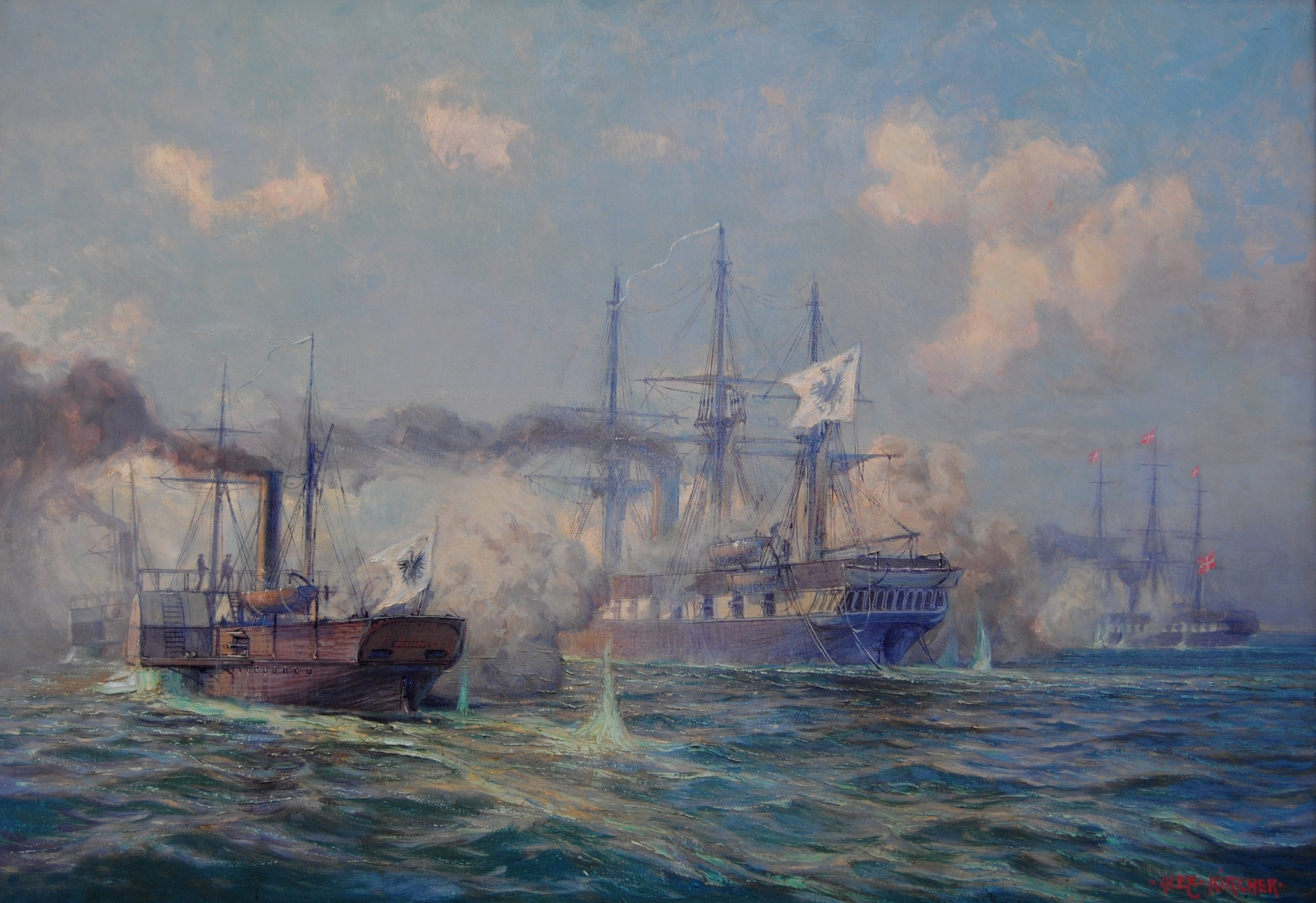
Seegefecht bei Jasmund: SMS Loreley und SMS Nymphe im Gefecht mit der dänischen Fregatte Sjaelland

Im Frühjahr 1864 verfügte die Marine über folgende Kräfte in der Ostsee:
- Ein Geschwader Dampfschiffe (Chef: Kapitän zur See Jachmann):
  - Korvette Arcona
  - Korvette Vineta
  - Korvette Nymphe
  - Aviso Grille
- Eine Flottille Kanonenboote (Chef Kapitän zur See Kuhn):
  - Aviso Loreley (Führerboot)
  - 3 Divisionen mit je 6 Schraubenkanonenbooten (insgesamt 4 große und 14 kleine)
  - 2 Divisionen mit insgesamt 18 Ruderkanonenbooten und 4 Kanonenjollen

Außerhalb der Ostsee auf einer Auslandsreise im Schwarzen Meer befanden sich die großen Kanonenboote Blitz und Basilisk sowie der Radaviso Preußischer Adler. Ältere Segelschiffe wurden als nicht kriegstüchtig angesehen und nicht eingesetzt. Die dänische Flotte war hinsichtlich der Anzahl, Größe und Kampfkraft ihrer Schiffe erheblich überlegen.
Nach Kriegsbeginn (1. Februar 1864) verhinderte zunächst die starke Vereisung der Ostsee jegliche Marineoperationen. Dänemark erklärte zum 15. März 1864 die Blockade der preußischen Häfen. Nach dem Rückgang des Eises kam es am 17. März zum Seegefecht bei Jasmund, als die preußischen Kräfte die dänische Blockade testeten. Sie waren aufgrund ihrer Zahl nicht in der Lage sie zu durchbrechen, verhinderten mit dem unentschiedenen Gefecht aber eine Nahblockade.

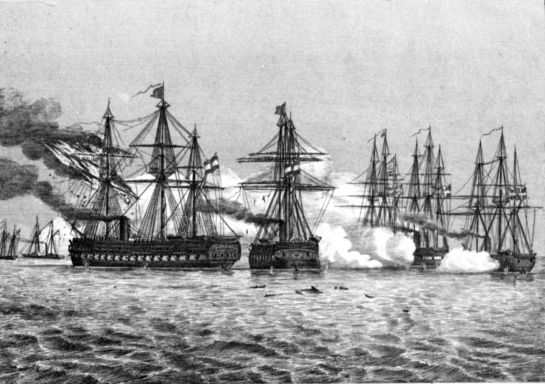
Seegefecht bei Helgoland: Die Fregatten Schwarzenberg, Radetzky, Niels Juel und Jylland, Korvette Hejmdal; im Hintergrund die preußischen Kanonenboote

Am 9. Mai 1864 kam es in der Nordsee zum Seegefecht bei Helgoland, in dem deutscherseits ein österreichischer Flottenverband unter Linienschiffskapitän Tegetthoff teilnahm, der durch ein kleines preußisches Geschwader unter Korvettenkapitän Klatt unterstützt wurde. Es bestand aus den in die Heimat zurückgerufenen Radaviso Preußischer Adler und den Kanonenbooten Blitz und Basilisk. Auch dieses Gefecht endete unentschieden mit Vorteilen für Dänemark, hatte jedoch wegen des am 12. Mai in Kraft tretenden Waffenstillstands keine Auswirkungen mehr auf den Kriegsverlauf.
Im Deutschen Krieg 1866 kam die preußische Marine kaum zum Einsatz. Die österreichische Marine wäre der preußischen bei weitem überlegen gewesen, war jedoch durch den Krieg gegen Italien in der Adria gebunden.
Nach dem Krieg schlossen sich die norddeutschen Staaten unter preußischer Führung zum Norddeutschen Bund zusammen. Aus der preußischen Marine wurde 1867 die Marine des Norddeutschen Bundes, die wiederum nach dem Deutsch-Französischen Krieg 1871 zur Kaiserlichen Marine wurde.

## Bedeutung der preußischen Marine für den preußischen Staat
Auch wenn Preußen sich stets als kontinentale Landmacht verstanden hat, waren doch Aufstieg und Untergang eng mit dem Schicksal brandenburgisch-preußisch-deutscher Seestreitkräfte verbunden. Es war der ehrgeizige Auftritt des Großen Kurfürsten, der die Anhebung des Herzogtums Preußen zum Königreich Preußen vorbereitete, was später als Überbegriff für die anderen Teilstaaten wie die Markgrafschaft Brandenburg und die Grafschaft Mark fungierte. Seemacht und Kolonien gehörten zu den Machtattributen der damaligen Zeit, die auch für kleinere und mittlere Mächte wie Dänemark und die Schweden selbstverständlich waren.
Für einhundertfünfzig Jahre verzichtete Preußen – anders als alle anderen europäischen Mächte – auf eine Marine, ehe es während des Krieges gegen Dänemark 1848 bis 1852 die Notwendigkeit erkannte, auf See wenigstens eine gewisse militärische Handlungsfähigkeit zu besitzen. Die Eulenburg-Expedition von 1859 bis 1862 erlaubte es Preußen, sich erstmals als Vertreter aller deutschen Staaten außer Österreich im Ausland darzustellen und damit seine Führungsrolle in dem bald darauf entstehenden Norddeutschen Bund und im Kaiserreich vorzubereiten.